# 김기범 (바둑 기사)
김기범(金基範, 1997년 7월 14일 ~ )은 대한민국의 바둑 기사이다.

## 약력
전북 익산 출신으로 6살 때 할아버지 권유로 바둑돌을 잡았다. 11세 상경하여 장수영 바둑학원에서 수학했다. 2010년 5월부터 연구생으로 활동했다. 2017년 138회 연구생 입단대회를 통해 입단했다. 2018년 2단을 거쳐, 2020년과 2021년에 3단과 4단으로 각각 승단했다.